# St. Martin am Silberberg
St. Martin am Silberberg je naselje v Občini Hüttenberg v Okraju Šentvid ob Glini na Koroškem v Avstriji.